# إدارة جزر الخليج
إدارة جزر الخليج هي إدارة في هندوراس، عاصمتها روتان .

## جغرافيا
تقع الإدارة في البحر الكاريبي بالقرب من ساحل هندوراس الشمالي، تبلغ مساحتها 250٫0 كيلومتر مربع.

## الخصائص الديموغرافية
يبلغ عدد سكانها 62٬557 نسمة، في 2013.